# Cannizzaro
Cannizzaro is een plaats (frazione) in de Italiaanse gemeente Aci Castello. De plaats ligt op het eiland Sicilië dicht bij de stad Catania aan de Ionische Zee.

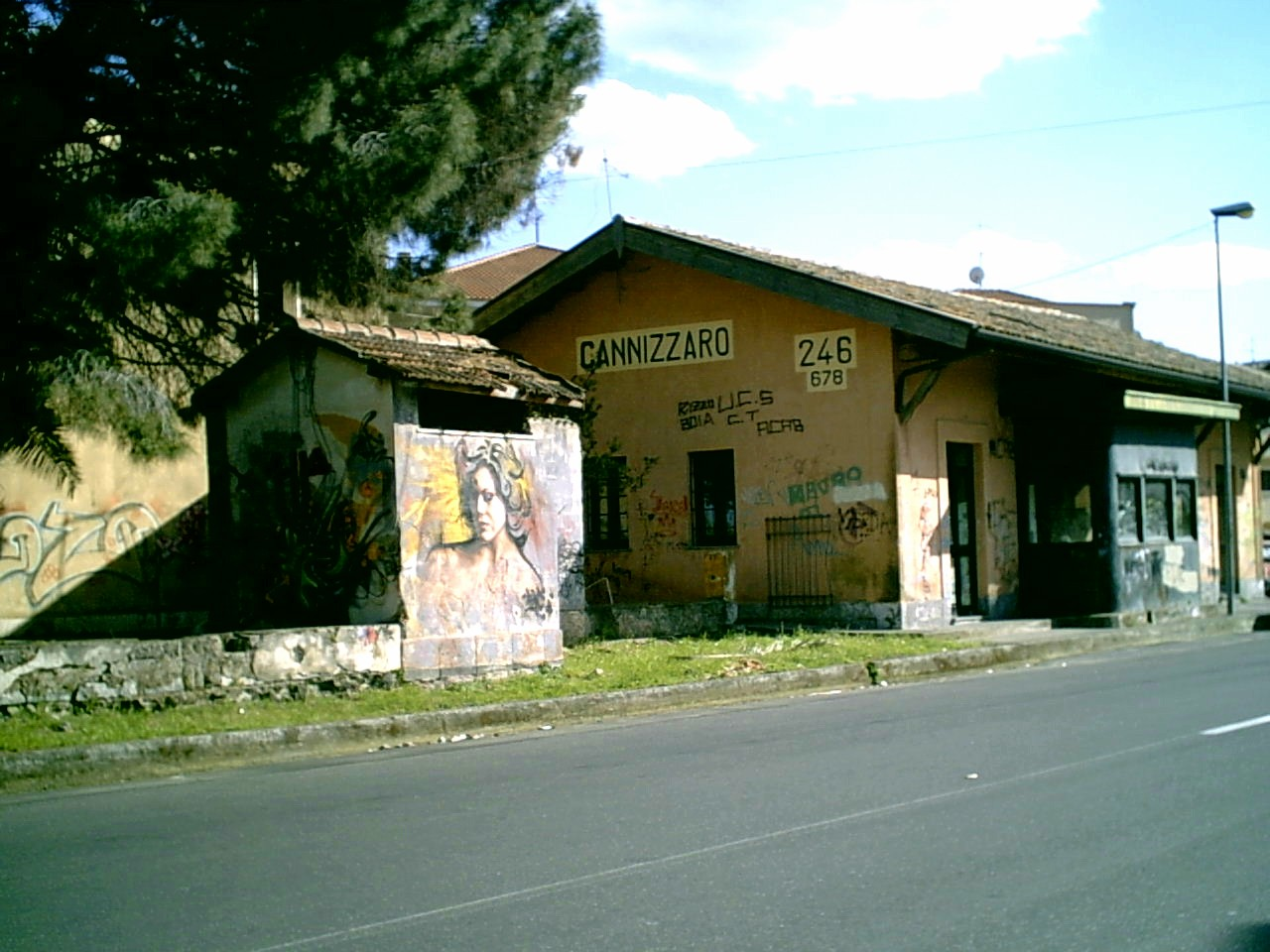
Het station van Cannizzaro